# 阿拉伯的劳伦斯 (电影)
《阿拉伯的劳伦斯》（英語：Lawrence of Arabia），1962年電影，英國導演大衛·連執导，並獲得多項奥斯卡金像奖。影片松散地依据湯瑪斯·愛德華·勞倫斯1926年出版的自傳《智慧的七柱》改编，彼得·奧圖饰演主角，制片人为山姆·史匹格（1957年大衛·連和史匹格刚完成受称赞的影片《桂河橋》）。莫里斯·賈爾的配樂和法瑞迪·楊的電影攝影特别受贊賞。

## 概述
一战时，英國軍官T·E·勞倫斯在開羅情報部及英國外交部阿拉伯局任職，期間拉攏阿拉伯部族，協助阿拉伯起義對抗鄂圖曼帝國。电影主题包括劳伦斯与战争中暴力（特别是阿拉伯部落之间和与土耳其军队作战时）的情感斗争，对个人身份的认同（“你是谁？”是影片中反复出现的台词），以及在他祖国的英军与他新结交的阿拉伯游牧部落之间如何作出选择。片頭是一戰後勞倫斯在英國鄉村騎摩托車外出時，駕駛過速，閃前方慢步馬車不及，自撞樹身亡，在教堂出殯喪禮時，眾人回憶聊起勞倫斯，全片倒述至戰場開始---

## 演員
- 彼得·奧圖飾演T·E·勞倫斯
- 奧瑪·雪瑞夫飾演謝里夫·阿里
- 亞歷·堅尼斯飾演費薩爾王子
- 安東尼·奎恩飾演Auda ibu Tayi

## 製作
有別於大部份電影所用的35毫米胶片，本片採用了70毫米胶片及相關技術（Super Panavision 70）攝製，提供更高的解像度、更細緻的畫面，但需要特定器材放映。
影片於1961年5月15日至1962年10月20日期間拍攝，沙漠部分鏡頭取自西班牙、約旦、摩洛哥。

## 評價
- 它在美国电影学院评出的有史以来的最佳影片中位列第五位。这部电影被美国国会图书馆认为具有“文化上的重要性”，被美國國家電影保護局保存。
- 該片在1999年的英國電影學會100部最佳英國電影投票中位列第三，雜誌《Total Film》於2004年稱該片為有史以来最佳英國影片的第八位。
- 導演史蒂芬·史匹柏曾表示他在拍片遇到瓶頸時，本片是為了能讓自己回歸初衷必看的四部電影之一；另外三部為法蘭克·卡普拉的《風雲人物》、約翰·福特的《搜索者》、黑澤明的《七武士》。

## 獎項
- 1963年奥斯卡奖
  - 最佳影片奖
  - 最佳导演奖 － 大卫·利恩
  - 最佳艺术指导/美工/布景装置奖
  - 最佳摄影奖
  - 最佳剪辑奖
  - 最佳原创音乐奖 － 莫里斯·賈爾（Maurice Jarre）
  - 最佳音响/混音奖
- 奥斯卡奖提名
  - 最佳男主角奖 － 彼得·奧圖
  - 最佳男配角奖 － 奧瑪·雪瑞夫
  - 最佳改编剧本奖

- 英國電影電視協會獎
  - 最佳影片 － 大衛·連、山姆·史匹格
  - 最佳英國電影 － 大衛·連、山姆·史匹格
  - 最佳英國男演員 － 彼得·奧圖
  - 最佳英國劇本 — Robert Bolt、Michael Wilson

- 金球獎
  - 最佳戲劇類影片 － 大衛·連、山姆·史匹格
  - 最佳導演 － 大衛·連
  - 最佳男配角 － 奧瑪·雪瑞夫
  - 最佳新晉演員 － 奧瑪·雪瑞夫
  - 最佳攝影（彩色） — Freddie Young